# 坂東孝一
坂東 孝一（ばんどう こういち、4月2日 - ）は、日本の男性声優。富山県出身。81プロデュースに所属していた。

## 人物
方言は富山弁。
趣味・特技はプラモデル、DTM。

## 出演作品

### テレビアニメ
2010年
- 一期一会〜キミノコトバ〜（コウ）
- えむえむっ!（男性客C）
- 会長はメイド様!（堅田清正 他）
- 刀語（神衛隊員）
- 極上!!めちゃモテ委員長 セカンドコレクション（男子剣道部員、男子、黒須三太）
- バクマン。（男子生徒、木村）
- パンティ&ストッキングwithガーターベルト（牛乳配達員、カメラマン、兵士E、生徒、男子生徒B、コンドーム、噛まれる男、ギャラリー、配達員、男、サム）
- メタルファイト ベイブレード 爆（報道BHD、スタッフB）

2011年
- カードファイト!! ヴァンガード（龍川ブンジ）
- SKET DANCE（男子生徒A）
- ちび☆デビ!（遠野京）
- デュエル・マスターズ ビクトリー（相手A、清荒神、AD）
- BLOOD-C（男子生徒）
- プリティーリズム・オーロラドリーム
- へうげもの（古田重嗣）

2012年
- ポケットモンスター ベストウイッシュ シーズン2（ヒロカズ）

2013年
- D.C.III 〜ダ・カーポIII〜

### 劇場アニメ
- 魔法使いハーレイのスピードストーリー（2010年、ボブ）

### ゲーム
- タクティクスレイヤー 〜リティナガード戦記〜（2009年）
- 幻想水滸伝 紡がれし百年の時（2012年、ナジン）

### 吹き替え

#### ドラマ
- ザ・ミドル 中流家族のフツーの幸せ